# Słoneczny patrol – Ślub na Hawajach
Słoneczny patrol – Ślub na Hawajach (ang. Baywatch: Hawaiian Wedding) – amerykański film przygodowy z 2003 roku w reżyserii Douglasa Schwartza. Wyprodukowany przez Fox Network i 20th Century Fox Home Entertainment.

## Fabuła
Mitch (David Hasselhoff) przez trzy lata cierpiał na amnezję. Po terapii wraca na Hawaje. Wspierają go przyjaciele z C.J. Parker (Pamela Anderson) na czele oraz narzeczona, Allison. Mitch nie wie, że jego przyszła żona jest wspólniczką Masona Sato - jego wroga, który planuje zemstę.

## Obsada
- David Hasselhoff jako Mitch Buchannon
- Pamela Anderson jako C.J. Parker
- Alexandra Paul jako Allison Ford/Judy Radin
- Yasmine Bleeth jako Caroline Holden
- Michael Bergin jako J.D. Darius
- Angelica Bridges jako Taylor Walsh
- Nicole Eggert jako Summer Quinn
- Carmen Electra jako Lani McKenzie
- Jeremy Jackson jako Hobie Buchannon
- Stacy Kamano jako Kekoa Tanaka
- Jason Momoa jako Jason Ioane
- John Allen Nelson jako John D. Cort
- Gena Lee Nolin jako Neely Capshaw
- Brande Roderick jako Leigh Dyer
- Billy Warlock jako Eddie Kramer
- Cary-Hiroyuki Tagawa jako Mason Sato